# Balfour Castle (Angus)

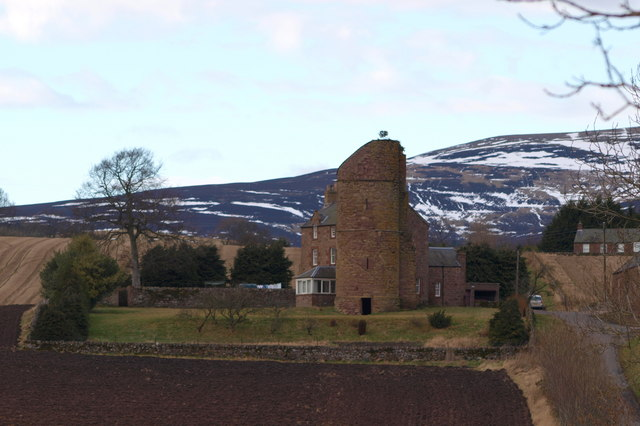
Balfluig Castle

Balfour Castle ist eine Burgruine auf dem Bauernhof Balfour Mains nahe der Siedlung Kirkton of Kingoldrum in der schottischen Council Area Angus.
Die Burg wurde im 16. Jahrhundert errichtet und ist heute bis auf einen sechsstöckigen Rundturm zerstört. Um 1845 entstand ein Bauernhaus, in das einige der Ruinenfragmente integriert wurden.